# ワルテル・プランカールト
ワルテル・プランカールト（Walter Planckaert、1948年4月8日 - ）は、ベルギー、ネヴェル出身の元自転車競技（ロードレース）選手。

## 来歴
プランカールト3兄弟（長兄・ウィリー、末弟・エディ）の次兄。
1972年
- アムステル・ゴールドレース 優勝

1973年
- クールネ〜ブリュッセル〜クールネ　優勝

1974年
- ティレーノ〜アドリアティコ 区間1勝(第1)

1975年
- ティレーノ〜アドリアティコ 区間1勝(第1)

1976年
- ドーフィネ・リベレ 区間2勝(第1b、2)
- ロンド・ファン・フラーンデレン 優勝
- E3プライス・フラーンデレン 優勝

1977年
- ツール・ド・ベルギー 総合優勝
- ドワルス・ドール・フラーンデレン 優勝
- フロット・プライス・ジェフ・シェーレン 優勝
- ブリュッセル〜インホーイヘム 優勝

1978年
- ツール・ド・フランス 区間1勝(第1b)

1979年
- クールネ〜ブリュッセル〜クールネ 優勝

1980年
- オムロープ・ファン・ヘット・ハウトラント 優勝

1984年
- ドワルス・ドール・フラーンデレン 優勝